# Beth (chanteuse)
Pour les articles homonymes, voir Beth.
Elisabeth Rodergas, Beth (Súria, 23 décembre 1981) est une chanteuse espagnole.

## Biographie
Avant de participer à Operación Triunfo, elle avait vécu au Royaume-Uni, étudié au Théâtre Musical de Barcelone et participé à des missions humanitaires en Afrique.
Bien que troisième d'Operación Triunfo, Beth représenta l'Espagne au Concours Eurovision de la chanson en 2003 avec Dime, à Riga. Elle termina huitième sur 26 pays participants et fut récompensée par le Prix des Fans.
Beth a travaillé aussi dans les programmes Jo vull ser Temps de Neu ou El Club de TV3, et composé la chanson On és l'amor? pour la série Mar de Fons.

## Discographie

### Albums

#### Galas OT22002
1. Torn (Live)
2. Sin Miedo A Nada (ft. Joan Tena)
3. Fallin' (ft. Vega & Elena Gadel)
4. Yesterday
5. Proud Mary (ft. Nika)
6. Piensa En Mí (ft. Ainhoa)
7. The Love I Lost (ft. Nika & Tessa)
8. Dime (ft. Manuel Carrasco & Tessa)
9. Si No Te Hubiera Conocido (ft. Tony Santos)
10. De Ley (ft. Vega)
11. Total Eclipse Of The Heart
12. Por Debajo De La Mesa (ft. Miguel Nández)
13. En Ausencia De Ti
14. Stand By Me
15. Imagine
16. One More Time (ft. Kenny G)
17. Eso Es La Amistad (ft. Nika)
18. Duerme Safiya (ft. Chenoa, Vega, Ainhoa, Nika, Elena Gadel & Tessa)
19. Dime
20. La Vida Sin Ti
21. Cerrando Heridas
22. En El Medio Del Camino (ft. Alejandro Parreño)

#### Otra Realidad2003
1. Parando El Tiempo
2. La Luz
3. Estás
4. Vestida De Besos
5. Quiéreme Otra Vez
6. Otra Realidad
7. Hoy
8. No Quiero Aceptar
9. Llévame Otra vez
10. Eclipse
11. Vuelvo A Por Ti
12. Diario De Dos
13. Un Mundo Perfecto
14. Dime (Eurovision Song Contest 2003)

#### Palau De La Música Catalana2004
CD 01
1. Cabalgando
2. Strengh, Courage & Wisdom
3. Hoy
4. Drive
5. Otra Realidad
6. Walk Away
7. Vuelvo A Por Ti
8. Head Over Feet
9. Lately
10. La Luz
11. Stay (Wasting Time)

CD 02
1. No Woman No Cry
2. Parando El Tiempo
3. Message In A Bottle
4. Roxanne
5. Every Breath You Take
6. Eclipse
7. Eleanor Rigby
8. Pol Petit
9. Estás
10. Boig Per Tu

#### My Own Way Home2006
1. Lullaby
2. Rain On Me
3. Deep Inside
4. All These Things
5. Hacerte Feliz
6. Angel
7. Home
8. Sad Song
9. Mama
10. Strange World
11. A Veces…
12. Súria

## Singles
- 2003 "Dime" (Eurovision Song Contest 2003)
- 2003 "Parando El Tiempo"
- 2004 "Otra Realidad"
- 2004 "Estás"
- 2004 "La Luz (Live)"
- 2006 "Rain On me"

## Autres
- 2002 La Fuerza De La Vida (La Razón Para Luchar) (ft. OT2) - Academia OT II
- 2002 A Forza Desta Vida (ft. OT2) - Academia OT II
- 2002 Un Segundo En El Camino (ft. OT2) - Academia OT II
- 2002 Let The Sunshine (ft. Profesores & OT2) - Academia OT II
- 2004 Fuera De Control (ft. Kiko Veneno)- Campaña Intermón Oxfam "Armas Bajo Control"
- 2005 Aquelles Nits De Nadal - de Altres Cançons de Nadal 3
- 2005 Mirar-Nos Als Ulls (ft. Jofre Bardagí) - de Altres Cançons de Nadal 3
- 2005 No És Nou (ft Gossos) - de 8 (Reedición)
- 2006 On És L'Amor? - de la serie de TV3 Mar de Fons